# Swae
Swae und Swa sind mittelgroße Becken, die in der Musik Nordthailands verwendet werden.
Swae ist die kleinere Ausführung mit einem Durchmesser von etwa 15 cm. Die Swa sind etwa 30 cm im Durchmesser. Beide Ausführungen bestehen aus Messing oder einer Legierung aus Kupfer. Sie werden von Lederstreifen zusammengehalten. 
Sie werden benutzt in Ensembles zu Tempelzeremonien, als Tanzbegleitung bei buddhistischen Prozessionen und als Ankündigung kommender Festivitäten, wie Yi Peng, Songkran usw.